# Casbia periculosa
Casbia periculosa är en fjärilsart som beskrevs av W. Warren 1907. Casbia periculosa ingår i släktet Casbia och familjen mätare. Inga underarter finns listade i Catalogue of Life.